# Bogisich Mihály
Bogisich Mihály (Pest, 1839. január 10. – Esztergom, 1919. augusztus 7.) magyar zenetörténész, római katolikus főpap, címzetes pristinai püspök, a Magyar Tudományos Akadémia levelező tagja (1880) és a Szent István Akadémia tagja.

## Életútja
Polgári családban született. Középiskoláit a pesti piarista gimnáziumban végezte. 1859-ben az Esztergomi Érseki Mesterképző papnövendéke lett, majd teológiai tanszakra a bécsi Pázmáneumba küldték. 1863. július 27-én pappá szentelték és Szomorra küldték káplánnak. Egy évvel később Kürtre, 1868. novemberben a Tabánba, 1869. májusban a Vízivárosba helyezték. 1870 végétől Pest belvárosi plébániájában volt hitszónok, káplán és hittantanár. 1882-ben a budai Mátyás-templom plébánosává választották, a következő évben herpályi címzetes préposttá nevezték ki. 1890-ben budapesti esperes, 1891-től esztergomi kanonok, 1892-ben budapesti érseki helynök, szentszéki ülnök, 1896-ban címzetes (választott) pristinai püspök, 1891-ben az esztergomi főkáptalan kanonokja, 1901-ben prelátus, 1906-ban barsi, 1916-ban székesegyházi főesperes, 1917-től őrkanonok lett.
1871 és 1878 között a Budai Ének- és Zeneakadémia, 1876 és 1882 között a Nemzeti Zenede titkáraként működött. 1881-től a Budapesti Tudományegyetemen az általános és egyházi zenetörténet magántanára volt.

## Munkássága
Bogisich Mihály a 19. századi egyházzenei forráskutatás úttörői közé tartozott Magyarországon. Kutatásai és publikációi korabeli viszonylatban hiánypótlóknak számítottak, hiszen első ízben vállalkozott magyar nyelvű, tudományos igényű, egyházzene-történeti tárgyú írásművek megalkotására. Jóllehet e művek módszertanilag nem voltak még eléggé kiforrottak ahhoz, hogy megállják helyüket a tudományos élet későbbi platformjain, Bogisich kutatásai mégis fontos kiindulópontját képezték az 1920-as évek népénekvizsgálatainak.   
Zenei és teológiai tanulmányai, szakmai ismeretei, valamint külföldi kapcsolatai egyaránt kellő alapot teremtettek ahhoz, hogy ne csak Budapest liturgikus zenei gyakorlatának, hanem a magyar katolikus egyházzene megújításának vezéralakjává váljon. Ehhez nagyban hozzájárult, hogy a Nemzeti Zenedét megalapító Mátray Gábor (1797–1875) egykori növendékeként fiatal korától a főváros zenei közéletének aktív szereplői közé tartozott. Az országot átfogó egyházzenei megújulás vezéralakjává azután vált, hogy 1880 tavaszán felvették a Magyar Tudományos Akadémia Nyelv- és Széptudományi Osztálya, Széptudományi Alosztályának levelező tagjai közé.
Mindeközben nemzetközi kapcsolatrendszerét is építette. Bogisich 1880-ban megjelent úti beszámolója alapján 1874-ben Regensburgban Szautner Zsigmonddal az ötödik és 1880-ban Augsburgban a nyolcadik Allgemeiner Deutscher Cäcilienverein-nagygyűlésen (a továbbiakban ACV), valamint 1880. július 8. és augusztus 12. között a vallás- és közoktatásügyi minisztérium támogatásával németországi tanulmányúton vett részt (Augsburg, Linz, Nürnberg, Frankfurt am Main, Koblenz, Darmstadt, Speyer, Heidelberg, Stuttgart, Ulm, Würzburg, Bonn, Köln, Aachen és Mainz érintésével). Mindezek mellett a Mátyás-templom historia domusában Bogisich saját kezűleg bejegyzett önéletrajzában egy 1881-es tanulmányútról is tesz említést. Ugyanakkor több magyar nyelvű szekunder irodalom ír (forráshivatkozás megjelölése nélkül) Bogisichnek az ACV 1868-as alapítóülésén való személyes jelenlétéről, illetve egy Szautnerrel közös 1878-as regensburgi útról.
Az 1870-es évektől megjelent, feltehetően németországi tanulmányútjai által inspirált publikációiban – Melyik a valódi egyházi zene? (1878), A keresztény egyház ősi zenéje (1879), Egyházzenészeti jegyzeteim – Töredékek uti naplómból (1880), A magyar egyházi énekek a 18. századból – Akadémiai székfoglaló (1882) – a katolikus egyházzenei reform alaptéziseivel kapcsolatos kérdésekre kereste a választ. A magyar népének-repertoárt előtérbe helyező kutatásainak eredményeit ugyanakkor gyakorlati jellegű kiadványokban is összegezte: 1888-ban és 1897-ben Őseink buzgósága címmel megjelent ima- és énekeskönyvében addig többségében ismeretlen népénekeket közölt előbb vegyeskari letétben, majd 1897-ben már csak egyszólamú változatban. Bogisich írásos megnyilatkozásait vizsgálva elmondható, hogy a bajor gyökerekkel rendelkező Cecília-mozgalomból merítette inspirációját. Az egyházzenei megújulás lehetőségei mellett pedagógiai célkitűzések is foglalkoztatták: ezek elsősorban a papnevelő intézetek tantervi struktúrájának átalakítására és a gregoriánoktatás előtérbe helyezésére irányultak. Ezen törekvései az (egyház)zenei oktatás 1920-as években végbement reformjainak előfutáraiként foghatók fel.
A 19. századi egyházzenei gyakorlat gyökerei azonban olyannyira erősek voltak, hogy a 19. és 20. század fordulóján Bogisich által szorgalmazott és bevezetett reformintézkedésektől nem lehetett hosszú távú eredményeket remélni. Bogisich korát meghaladó reformszemlélete tehát – amint arról a cecilianizmus magyarországi története tanúskodik – csak jóval később, az 1930-as években fellépő ceciliánus nemzedék körében talált követőkre, holott budavári plébánosként már a 19. század utolsó évtizedeiben utat mutatott egy lehetséges magyar katolikus egyházzenei megújulás felé.
Értekezései megjelentek többek között a Szabad Egyház, a Magyar Korona, a Magyar Állam, az Egyházművészeti Lapok (1880–1887), a Religio (1882–1885), a Magyar Salon, a Pesti Hírlap és az István Bácsi Naptára című lapokban, illetve folyóiratokban. 1890–1891-ben több polemikus cikket írt a nagy port kavart „elkeresztelési ügy”-ben.

### Társasági tagságai
A Magyar Tudományos Akadémia 1880. május 20-án levelező tagjává választotta. 1897-ben megalapította az Országos Magyar Cecília Egyesületet (OMCE), melynek haláláig elnöke volt. 1915-ben a Szent István Akadémia (SZIA) tagja lett.

## Munkái
- Melyik a valódi egyházi zene? Értekezés (Budapest, 1878)
- A gyermek szent fohászai (Budapest, 1879; ima- és énekeskönyv)
- A keresztény egyház ősi zenéje. Az apostolok korától a németalföldi zeneiskola megalapításáig. 1450. Műtörténelmi és gyakorlati kézikönyv  (Eger, 1879. A Haynald-féle díjjal és a Horváth-féle jutalommal koszorúzott munka.)
- Egyház-zenészeti jegyzeteim. Töredékek uti naplómból 1880. jul. 8-aug. 12. (Budapest, 1880)
- Magyar egyházi népénekek a XVIII. századból (Budapest, 1881. Akadémiai székfoglaló, zongora és énekkel kísérve.)
- Cantionale et passionale Hungaricum Societatis Jesu, residentia Turocensis. XVIII. századbeli katolikus énekgyűjtemény (Budapest, 1882)
- Szegedi Ferencz Lénárt egri püspök énekes könyve 1674. év (Budapest, 1886)
- Dicshymus főm. és főt. Simor János bibornok aranymiséje emlékére (Budapest, 1886)
- Őseink buzgósága imák és énekekben. (Budapest, 1888)
- A társadalom. Dráma; Országos Irodalmi Rt., Bp., 1901

Kéziratban: Huszár Gál énekeskönyve 1574-ből.